# Parakrine Sekretion
Als parakrine Sekretion (von altgriechisch παρά para, deutsch ‚daneben‘; κρίνειν krinein, deutsch ‚trennen‘, ‚abgeben‘) bezeichnet man den Sekretionsmodus von Zellen, bei dem die abgegebenen Hormone und hormonähnlichen Substanzen (z. B. Wachstumsfaktoren) direkt auf Zellen in der unmittelbaren Umgebung wirken. Im Gegensatz zur endokrinen Sekretion gelangen die Hormone also nicht über das Blut zu ihren Zielzellen.
Parakrine Sekretionsvorgänge steuern in vielen Organen und Geweben Funktionen und Differenzierungvorgänge.
Es gibt auch Zellen, die sowohl endokrin als auch parakrin aktiv sind, beispielsweise die Leydig-Zellen des Hodens.